# Santa Maria de Vallbona de les Monges
|  | Per a altres significats, vegeu «Església parroquial de Santa Maria (Vallbona de les Monges)». |

Santa Maria de Vallbona de les Monges és un monestir cistercenc, al municipi de Vallbona de les Monges, a la comarca de l'Urgell. És un monument declarat Bé Cultural d'Interès Nacional.
Fundat a la primera meitat del segle xii, és el monestir cistercenc femení més important de Catalunya. S'emplaça al centre de la població de Vallbona de les Monges, formada a redós del conjunt monàstic al segle xvi.
L'església constitueix un clar exemple de transició romànic-gòtic. La planta, de creu llatina, consta d'una sola nau i de tres absis rectangulars amb ornamentació escultòrica. Cada una de les galeries del claustre és d'un estil diferent. La sala capitular (segle xiv) acull una imatge de Nostra Senyora de la Misericòrdia (segle xv).

## Història

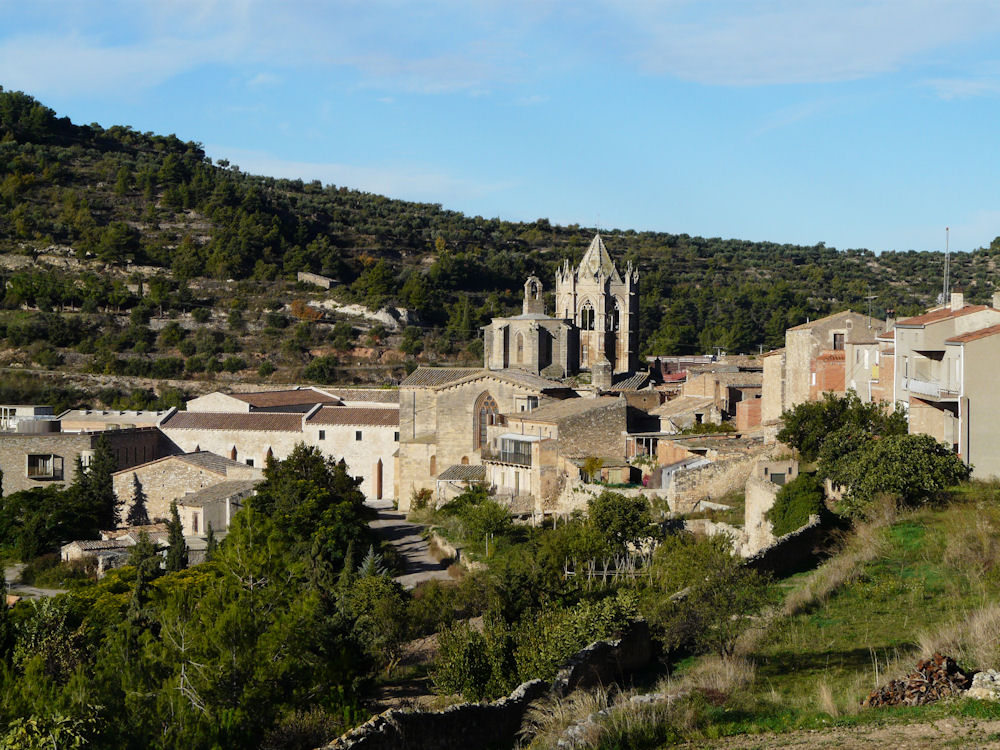
Vista general

### Fundació
El monestir de Vallbona de les Monges és el cenobi cistercenc femení més important de Catalunya, el qual —juntament amb el monestir de Poblet i el monestir de Santes Creus— forma la trilogia dels grans monestirs cistercencs de la Catalunya Nova. El seu origen cal cercar-lo en el segle xii, en una petita comunitat d'anacoretes, homes i dones, fundada per Ramon de Vallbona i documentada des del 1153.
Inicialment eren unes agrupacions mixtes d'ermitans que, amb el temps, es convertirien en cenobites, que s'organitzaven en forma de comunitat doble. La primera documentació que se’n té és del 26 de maig de 1157; quan Ramon Berenguer IV dona el seu permís a l'eremita Ramon de Vallbona i als seus companys per crear un monestir consagrat a Déu i a Santa Maria, sota l'observança de la Regla de sant Benet, fent donació al mateix temps del lloc de Sòrboles (actualment La Pobla de Cérvoles). L'any 1172 s'hi incorporen un grup de monges provinents del monestir de Tulebras (Navarra), comandades per l'abadessa Òria Ramíres, que seria la primera abadessa de 1177 a 1190. El 1175 els homes es traslladaren a la serra de Montsant, i així la comunitat restà exclusivament femenina.

### Autogovern
En morir Ramon de Vallbona en 1176, quedava a decisió de les monges, i molt especialment de l'abadessa de Cérvoles, triar entre quedar-s'hi o passar a Vallbona i assumir-ne el govern. La majoria de les monges deuria ésser partidària de romandre a Cérvoles, però una dama important de la comarca, Berenguera d'Anglesola, intervingué amb la seva autoritat moral per convèncer Òria de traslladar-se a presidir la comunitat de la vall.
El matrimoni, el 1164, de Berenguera d'Anglesola amb Guillem III de Cervera unia dues grans famílies de la zona, benefactores ambdues del monestir femení. Berenguera destacà en la seva predilecció per la comunitat, especialment després d'enviudar el 1172. Va conèixer personalment el fundador Ramon, amb qui degué col·laborar en el finançament dels grups eremítics a la falda septentrional de la serra del Tallat. Després del traspàs de l'eremita, la seva relació amb les monges s'incrementà i va arribar a quedar-se algunes temporades en la residència que anaven construint lentament les religioses. Amb freqüència, el nom d'aquesta il·lustre senyora apareix immediatament darrere del de l'abadessa i abans del de la resta de les monges —circumstància que marcaria la seva preeminència en el si de la comunitat— en les donacions de drets i terres a favor del monestir. En tot cas, una filla seva, Eldiarda d'Àger, ingressà a Vallbona i en fou abadessa entre 1229 i 1242, any en què va renunciar al càrrec.

L'abaciologi més antic del monestir comença amb unes paraules dedicades a aquesta dama: 
| « | <Prima nobilis domina que fuit in monasterio Vallisbone fuit domina Berengaria de Cervera, que fecit incorporare monasterium in ordine, et ivit apud Colobres et adduxit secum dominam Oriam, que fuit prima abatissa Vallisbone et oblit il idus aprilis.> | » |

 El text s'atribueix a la noble que fou la primera dama d'alt llinatge vinculada al monestir; que feu gestions per a l'adscripció de les eremites al Cister —probablement, en aquest sentit, va col·laborar en el projecte del fundador, especialment intentant convèncer les eremites reticents—, i que, mort el fundador, fou ella qui es va dirigir a Colobres per persuadir Òria de traslladar-se a dirigir les religioses de Vallbona a mitjan octubre de 1176.

### Apoderament
L'assumpció del govern de la comunitat de Vallbona per part d'Òria —que ja consta a mitjan 1176— va fer que es convertís en abadia. L'any següent, al mes de març, el monarca Alfons el Cast, potser per demostrar el seu suport a la nova prelada, li donava una propietat a Rufea (a la ciutat de Lleida) i el mes següent, juntament amb la seva esposa Sança, concedien un privilegi d'immunitat a favor de les cases, granges, homes i ramats de Vallbona. Encara més, per fer més patent l'interès dels monarques, no van dubtar a visitar el monestir durant uns dies que desconeixem, entre febrer i mitjans de març de 1178.
Alfons i Sança van tenir ocasió d'inspeccionar personalment el lloc, de conversar amb les religioses, de comprovar el seu estat d'ànim, potser de sentir les seves explicacions sobre la construcció de la nova abadia, de la qual probablement en aquell temps ja havien iniciat les obres o estaven a punt de començar. Fou tal la bona disposició i coratge que els reis van percebre en les religioses, que Alfons, el 26 de març de 1178, després d'abandonar Vallbona i mentre es trobava a Saragossa, va donar a la comunitat una torre i l'honor que posseïa l'església de Girona a la ciutat de Lleida perquè hi fundessin un nou monestir de monges cistercenques. Foren testimonis d'aquestes donacions uns personatges relacionats amb el monestir, sigui com a benefactors o parents de religioses o futures religioses. Eren Guillem de Cervera, Guerau de Jorba, Bernat i Guillem d'Anglesola, Pere de Bellvís, Berenguer de Boixadors, i el degà de la catedral de Barcelona, Ramon de Caldes.
D'aquesta mateixa època degué ser també l'actuació personal de la reina Sança relativa a Vallbona: la compra del lloc que pertanyia a les religioses per 500 sous, seguda de l'entrega immediata d'aquest de nou a les monges perquè hi construïssin un cenobi, i el compromís de la reina de proporcionar-los les rendes necessàries per a la seva subsistència.
També fou en aquests inicis un recer de filles de la noblesa, implicant també la recepció de substancioses donacions d'alous, propietats i deixes testamentàries. Ha quedat constància de les donacions fetes per Ermengol VII d'Urgell i el seu senescal Gombau de Ribelles, Bernat de Caldes, Ramon de Torroja, Guillem d'Anglesola i Guillem I de Cardona, entre d'altres.

### Consolidació

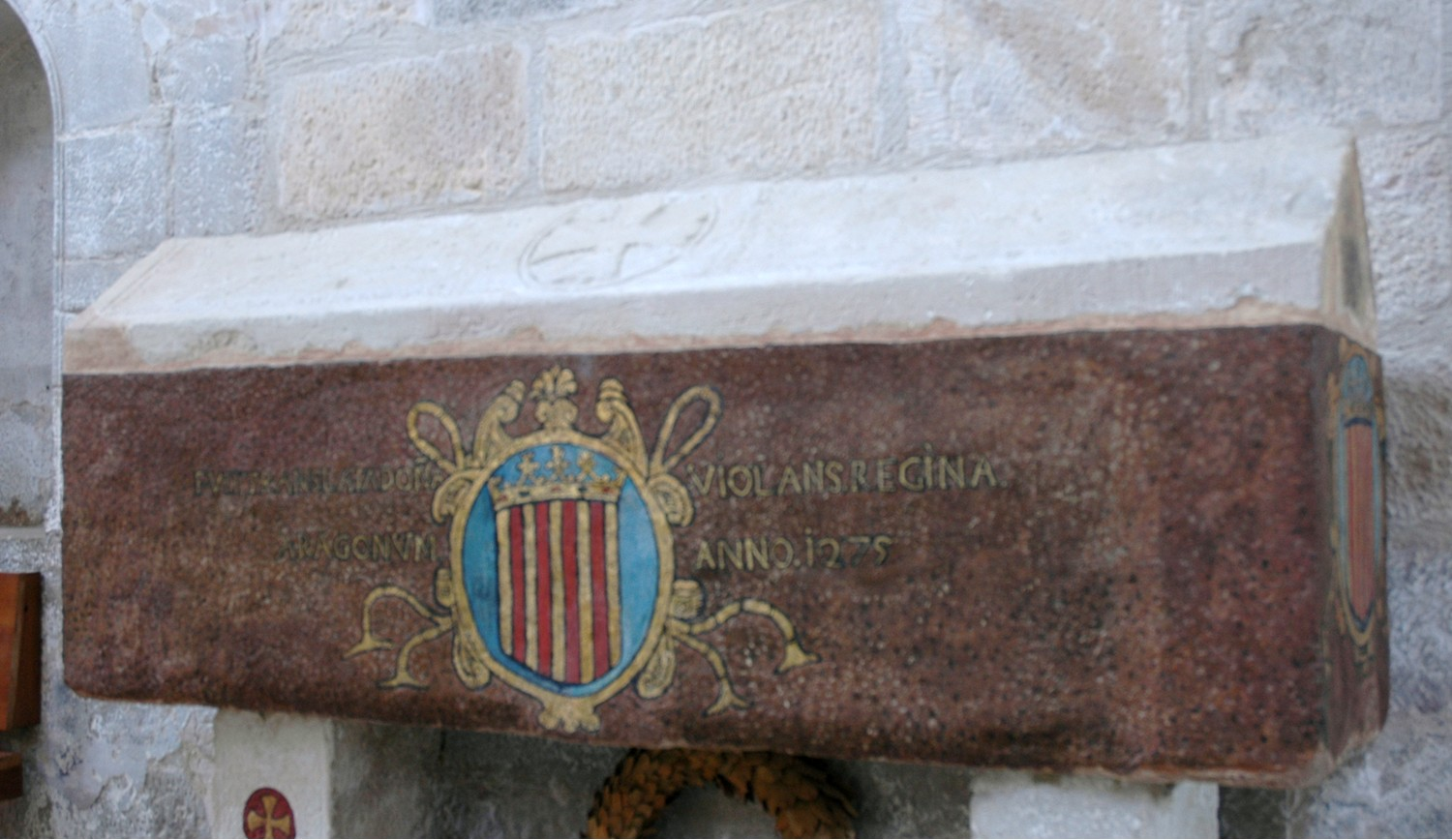
Tomba de Violant d'Hongria

Amb el suport reial —abans de finalitzar el segle Alfons concediria el 1183 a la comunitat la torre coneguda per Serralada, dins dels límits de la ciutat de Lleida, i tres jovades (una jovada és el tros de terra que poden llaurar dos bous en un dia) de terra— i de la noblesa de la zona i amb les obres de construcció del complex monàstic ja iniciades, Vallbona ja es va poder presentar davant de la societat de l'època com una institució religiosa amb garanties de futur. Nobles i fidels van afavorir-lo amb la donació de terres i drets, alguns fins i tot oferint algunes de les seves filles per integrar la comunitat; els més pròspers, generalment cavallers posseïdors de feus dels seus senyors, també, seguint l'exemple d'aquests, els van emular amb donacions de terres i béns veïns al terme monacal. Fruit de tot això fou la constitució, en aquest últim quart del segle xii, d'un domini territorial, el nucli principal del qual el constituïa el terme de Vallbona, si bé s'havia ampliat als llocs veïns de Colobrers (1164), els Eixaders (1179), el Vilet (1180), Llorens (1182) i als relativament propers de Maldanell (1182), Tàrrega (1185-1186), Preixana (1189), Barbens (1177), Linyola (1177) i Sant Martí (1180), on el cenobi va obtenir diverses propietats i drets. D'altra banda, va millorar també la situació econòmica, ja que, començant pels comtes i grans aristòcrates del país, amb freqüència en l'atorgament dels testaments no s'oblidaven de fer algun llegat, generalment dinerari, a favor de Vallbona: així ho feu el rei Alfons I (1194), el comte d'Urgell Ermengol VII (1177) i els nobles Gombau de Ribelles i la seva esposa Marquesa (1179), Berenguer de Boixadors (1186), Guillem d'Anglesola (1186) i molts d'altres. Però també els fidels de la zona van demostrar en els seus testaments la seva simpatia vers el cenobi, com Joan Bonsom, habitant de Vimbodí, que el 1192 va llegar 12 diners a la comunitat.

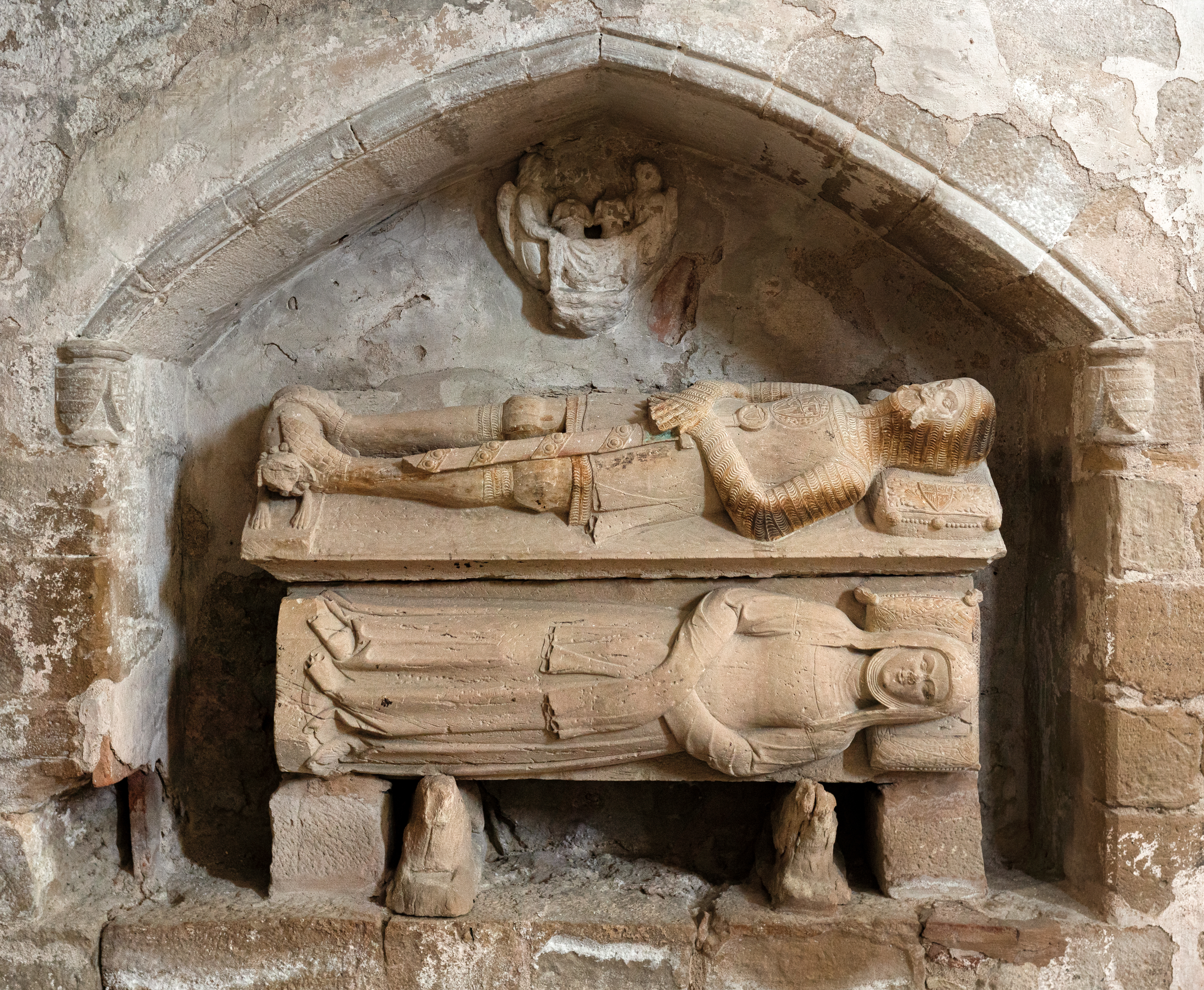
Sepulcre Ferrer Alemany i Beatriu de Guimerà (ca. 1360)

Sota la direcció d'Òria —que el va governar entre 1176 i 1185— i les abadesses immediates es van dur a terme les primeres construccions del complex monàstic, seguint el model cistercenc, si bé adoptant-lo a les característiques del terreny que li ha donat en alguns aspectes una accentuada originalitat. Així mateix, en aquest mateix període i a principis del segle següent, els comtes-reis catalans i els pontífexs van garantir el seu futur amb privilegis de protecció que van evidenciar la seva predilecció per la nova comunitat femenina. També es va convertir aviat en centre d'atracció de dames nobles desitjoses de major perfecció o d'un tranquil retir, lluny dels avatars del segle. Això van fer la citada Berenguera de Cervera, qui va passar temporades entre les religioses, i la comtessa de Pallars Guilleuma, qui, vídua, es va acollir a la calma del claustre professant com a religiosa. L'any 1198 i l'any 1200, el papa Innocenci III els atorgà diplomes d'immunitat i protecció, i el 1201 una butlla regulava la clausura i assegurava la seva independència envers l'episcopat.
D'altra banda, diverses joves de la noblesa de l'entorn van trobar a Vallbona el lloc idoni per dur a terme la seva vocació monacal i es fundaren nous cenobis. Molt aviat plançons femenins dels Cervera, Anglesola, Urg, Caldes, Cervelló, Cabrera, Sentmenat, Queralt, Guimerà, Timor, Òdena, Rubió i un llarg i selecte, etcètera integraren en aquest primers moments la seva comunitat. Fou tan gran entre la societat catalana, especialment entre la noblesa, el prestigi que va adquirir el cenobi, que la reina Violant d'Hongria, la segona esposa de Jaume el Conqueridor, el va escollir en el seu testament del 12 d'octubre de 1251 com a lloc definitiu per guardar les seves restes mortals. Van seguir el seu exemple les seves filles, les infantes Sança i Violant casada amb Alfons X (el Savi), si bé aquesta última no va veure complerta la seva voluntat (del 29 d'octubre de 1257), ja que fou inhumada al monestir de Roncesvalls cap al 1300.

### Màxim esplendor

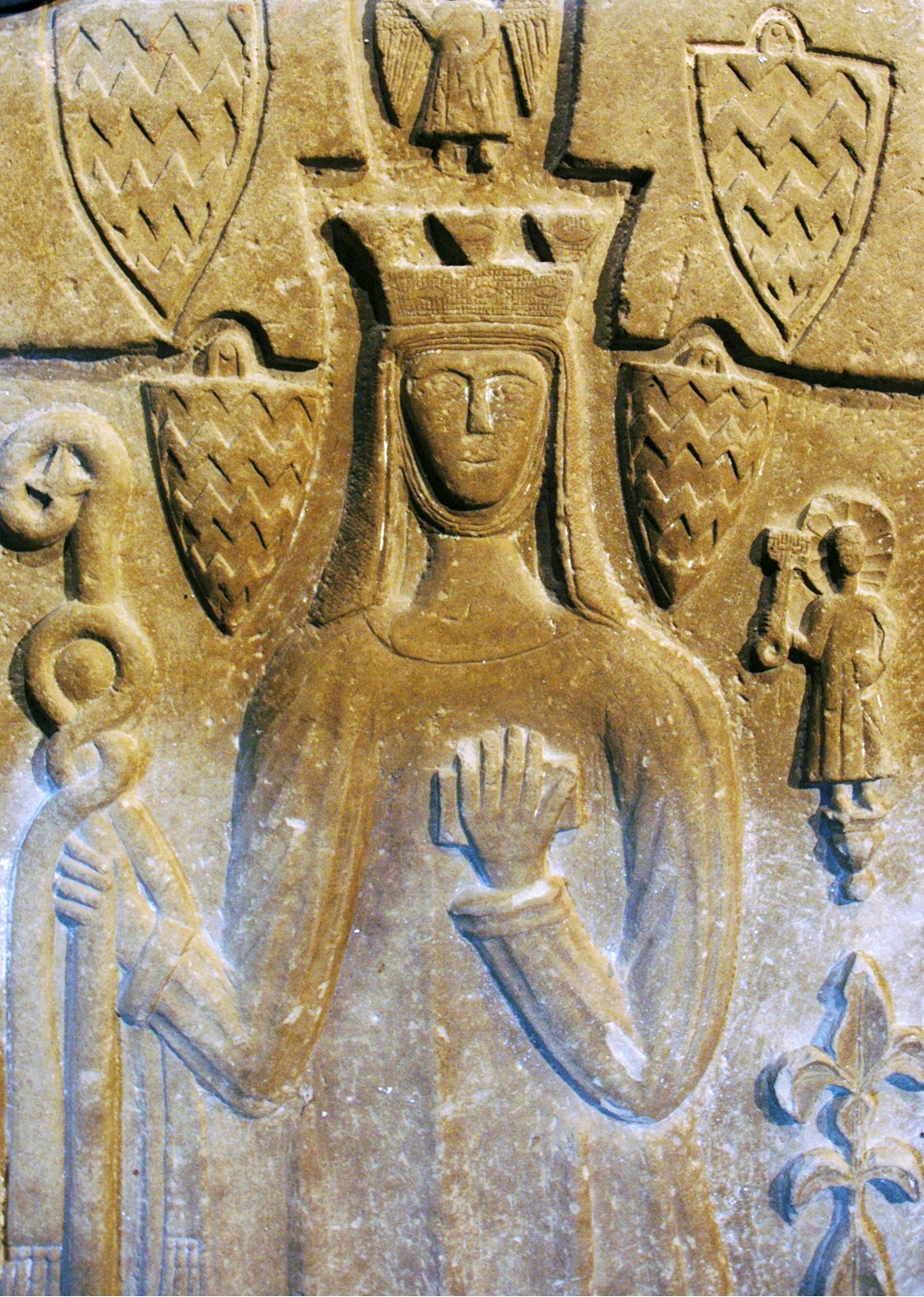
Tomba de l'abadessa Eldiarda d'Anglesola

A finals del segle xiv el monestir era el centre de la vida política, jurídica i econòmica dels termes que la integraven. Aquests dominis que consistien en viles, castells, quadres, granges, etc., foren reconeguts jurídicament sota el comandament de l'abadessa Saurina d'Anglesola (1379-1392) quan comprà al rei Pere III per 22.000 sous barcelonesos els termes de Vallbona, Llorenç, Rocallaura, Vilamanyanor, Montesquiu, Eixeders, Preixana, la Quadra de Masdéu, Valerna, els Omells de na Gaia i Rocafort. Fou doncs, gràcies a l'adquisició feta al rei que el monestir assolí la jurisdicció alta i baixa del territori que esdevenia així baronia de Vallbona.
També tingué lloc en aquesta etapa la construcció dels elements gòtics més importants del cenobi (campanar, cimbori, ala nord del claustre, sala capitular); i la fundació de diverses comunitats filials: Santa Maria del Pedregal, vora Tàrrega; Santa Maria de la Bovera, a Guimerà, que més endavant es traslladà a la Vallsanta (Santa Maria de Vallsanta) del mateix Guimerà; Sant Hilari de Lleida; Monestir de Santa Maria de Bonrepòs al Priorat; i la Saïdia, a València. Si no les fundà directament intervingué també en la formació de Santa Maria de Vallverd a (Tragó de Noguera) i les de Santa Maria de les Franqueses, a la Noguera, i de Santa Maria de Valldonzella al Vallès.
En aquesta època la comunitat era formada per unes 150 religioses, moltes de les quals pertanyien a llinatges nobles com els de Cardona, Cervelló, Cervera, Alemany, Boixadors, Queralt o els Anglesola.

### Declivi
Al segle xv experimenta una certa davallada a causa de factors externs al cenobi, com per exemple la Guerra Civil catalana (1462-1472) i les disposicions del concili de Trento prohibint l'existència de monestirs femenins aïllats, la qual cosa obliga a crear la vila de Vallbona de les Monges amb el desplaçament de gairebé tota la població de Montesquiu (petit poble, actualment en ruïnes, dins el terme de Vallbona), a qui les monges cediren part de la clausura monàstica (1573). La Casa Miró, és una de les poques que es conserven de l'època en què les monges abandonaren la vida en comú i feien vida particular en diverses cases, dins el clos monàstic, agrupades per famílies nobiliàries.
Al segle xvii la crisi s'incrementa una altra vegada per una guerra, la dels Segadors (1640-1652), i sobretot pels litigis amb altres cases de l'orde, Santa Maria de Poblet i amb l'episcopat, que deixaren delmada la seva economia. Dues guerres més als dos extrems del segle xviii, la Guerra de Successió (1705-1717) i la Guerra Gran (1788-1795), accentuen una vegada més la decadència del monestir, incrementada aquesta vegada per plets de nombroses viles que s'alçaven contra el seu domini.
Amb la desamortització del 1835, la comunitat es va haver d'absentar durant sis mesos, però el monestir es va salvar i va continuar la seva vida monàstica al llarg del segle xix malgrat que les seves rendes continuaven en descens. Va fer molt més mal, si més no al patrimoni estètic i artístic, la decisió de construir, l'any 1832, dues plantes noves damunt del claustre.
Durant el període de la Guerra Civil espanyola les monges hagueren de tornar a abandonar el cenobi i s'hi produïren importants destruccions del seu ric mobiliari i objectes de valor. Tanmateix, en mig del desori, Agustí Duran i Sanpere salvà l'arxiu, i Eduard Toda i Joaquim Guitert una bona part de llibres i mobiliari litúrgic.
En les darreres dècades, la Generalitat de Catalunya ha emprès obres urgents de restauració. En dues fases, una l'any 1986 i l'altra el 1997, s'ha alliberat el claustre de la sobrecàrrega que suportava d'ençà el segle passat, car havia arribat a un punt en què en quedaven amenaçades seriosament les estructures medievals; s'han restaurat i recuperat els dormidors; i s'ha restaurat i consolidat el campanar.

## Abaciologi

### Abadesses perpètues[4]
- Beatriu (1174)
- Òria Ramírez (1176-1180)
- Sandina (1180-1181)
- Òria Ramírez (1181-1184)
- Ermessenda de Rubió (1191-1229)
- Eldiarda d'Àger (1232-1242?)
- Ermessenda de Fontanes (1242-1246)
- Eldiarda d'Anglesola (1246-1258)
- Arnalda d'Altarriba (1259-1267)
- Gueraua de Cardona (1267-1270)
- Elisenda de Timor (1270-1273)
- Gueraua de Cardona (1273-1282)
- Gueraua de Queralt (1282-1294)
- Blanca d'Anglesola (1294-1328)
- Alemanda d'Avinyó (1328-1340)
- Elisenda de Copons (1340-1348)
- Berenguera d'Anglesola i de Pinós (1348-1377)
- Sibil·la d'Anglesola (1377-1379)
- Saurena d'Anglesola (1379-1392)
- Constança de Cabrera i de Foix (1392-1401)
- Gueraldona d'Aleny (1401-1419)
- Violant de Perellós (1419-1422)
- Blanca de Caldes (1422-1466)
- Beatriu Desfar (1466-1455)
- Aldonça de Caldes (1455-1468)
- Violant de Sestorres (1468-1479)
- Francina de Guimerà (1479-1503)
- Lluïsa de Meià (1503-1507)
- Aldonça de Pallarès (1507-1510)
- Beatriu de Copons (1510-1537)
- Maria Aldonça de Vilagaià (1537)
- Elionor de Vilafranca (1537-1547)
- Joana de Vilafranca (1547-1553)
- Jerònima de Boixadors (1554-1562)
- Estefania de Piquer (1563-1576)
- Arcàngela de Copons (1576-1601)
- Jerònima de Ponç i d'Icard (1601-1603)
- Dorotea de Ferrer i de Lliure (1604-1626)
- Victòria de Vallbona i de Riglós (1626)
- Seu vacant entre el 1626 i el 1631
- Leocàdia de Ricard i de Cardona (1631-1657)
- Anna Maria de Sullar i de Ponç (1657-1658)
- Maria Àngela de Sullar i de Sapeira (1658-1662)
- Magdalena d'Areny i de Toralla (1662-1683)
- Maria de Borrell i d'Aguilaniu (1683-1701)
- Maria de Llúria i de Magarola (1701)
- Anna Maria de Castellví i de Ponç (1701-1711)
- Seu vacant entre el 1711 i el 1716
- Manuela de Cortiada i de Pujalt (1716-1747)
- Caterina de Borràs i de Carbonell (1747-1748)
- Agnès de Cortit i de Colomina (1748-1767)
- Maria Teresa de Riquer i de Sabater (1767-1802)
- Maria Ignàsia de Castellví i de Pontarró (1802-1806)
- Maria Josepa de Moixó i de Francolí (1807-1811)
- Seu vacant entre el 1811 i el 1815
- Maria Lluïsa de Dalmau i de Falç (1815-1853)
- Maria Isabel de Gallart i de Grau (1854-1872)

## Arquitectura

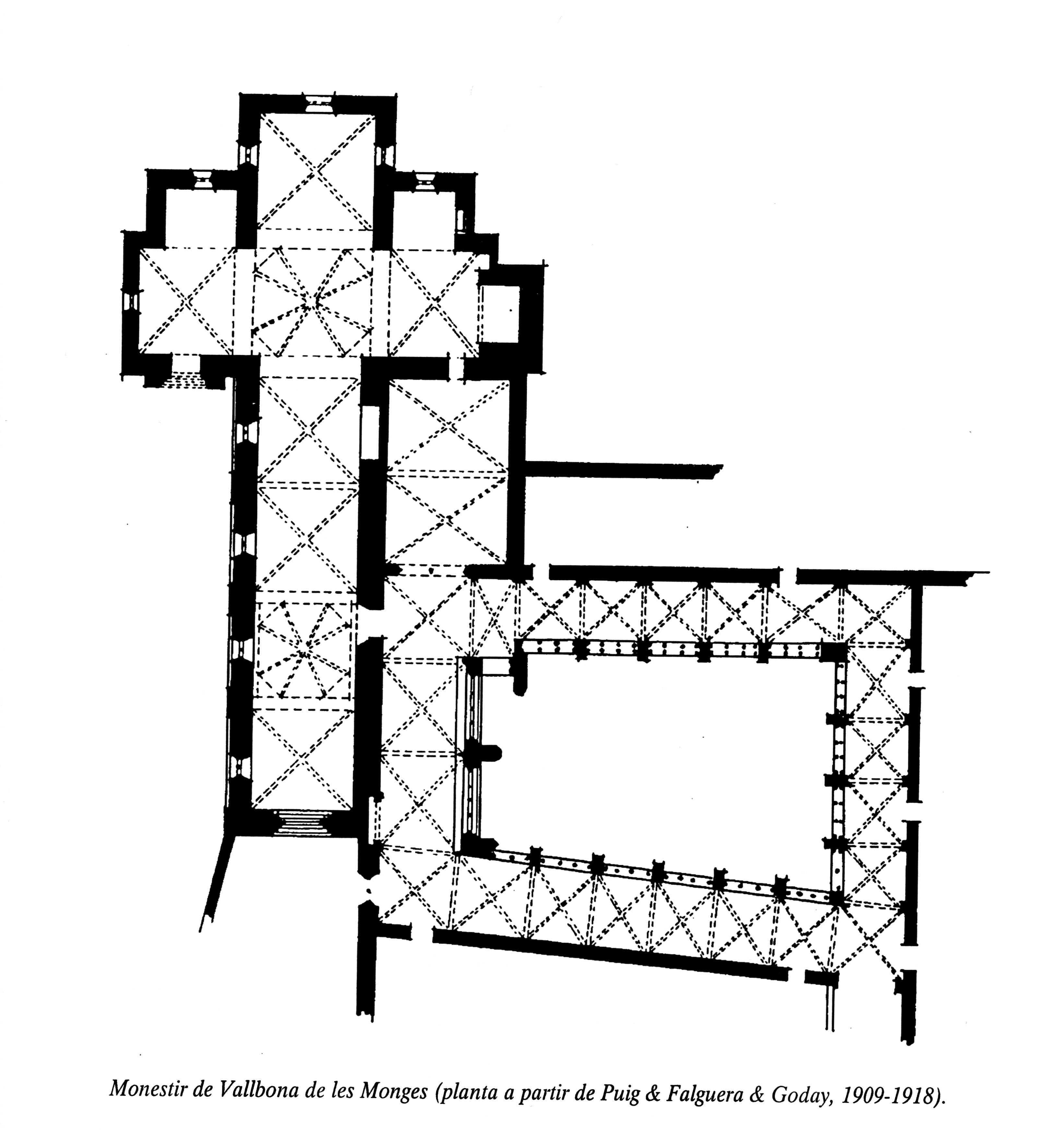
Vallbona de les Monges, planta general del monestir.

La disposició urbana en recintes dels conjunts cistercencs que feia del monestir un autèntic poble amb tots els serveis, i que avui encara es pot veure al Monestir de Poblet i a Santes Creus, no s'ha conservat a Vallbona. Molts d'aquells serveis exteriors a la mongia o clausura (hosteria, hospital de pobres i pelegrins, celler i altres serveis agrícoles) van servir d'habitacle al novell poble de Vallbona (fruit de les disposicions del Concili de Trento —segle xvi—, que prohibien l'existència de monestirs femenins isolats al camp, es fundà el poble de Vallbona amb la gent de Montesquiu.
Fins a començaments del segle xx restaven en peu trossos de la muralla que tancava el conjunt i un dels tres portals que tenia (el de Dalt). Actualment, en algunes cases del poble, encara es poden veure restes de l'hospital i la procura del segon recinte (Vallbona tenia dos recintes) i dos arcs diafragma del cubar o celler. Altres edificis importants com el palau abacial i la porteria, que tocaven a l'angle NW del claustre, van sofrir profundes modificacions en els segles moderns.
També foren profundament modificats en època moderna, i sobretot el segle passat, alguns dels principals edificis medievals que circuïen el claustre, com el refetor, la cuina i el calefactor. Els dormidors, si bé sofriren importants obres que aconseguiren disfressar-los totalment, en la seva major part existeixen i podran ser recuperats.
El monestir pròpiament dit és la part que ens ha arribat més íntegra, la resta, visible enmig d'edificacions posteriors, es troba ocupada pel poble per la disposició del concili tridentí del segle xvi.
El cenobi presenta unes característiques cistercenques semblants a les de Poblet o més aviat de Santes Creus.

### Església

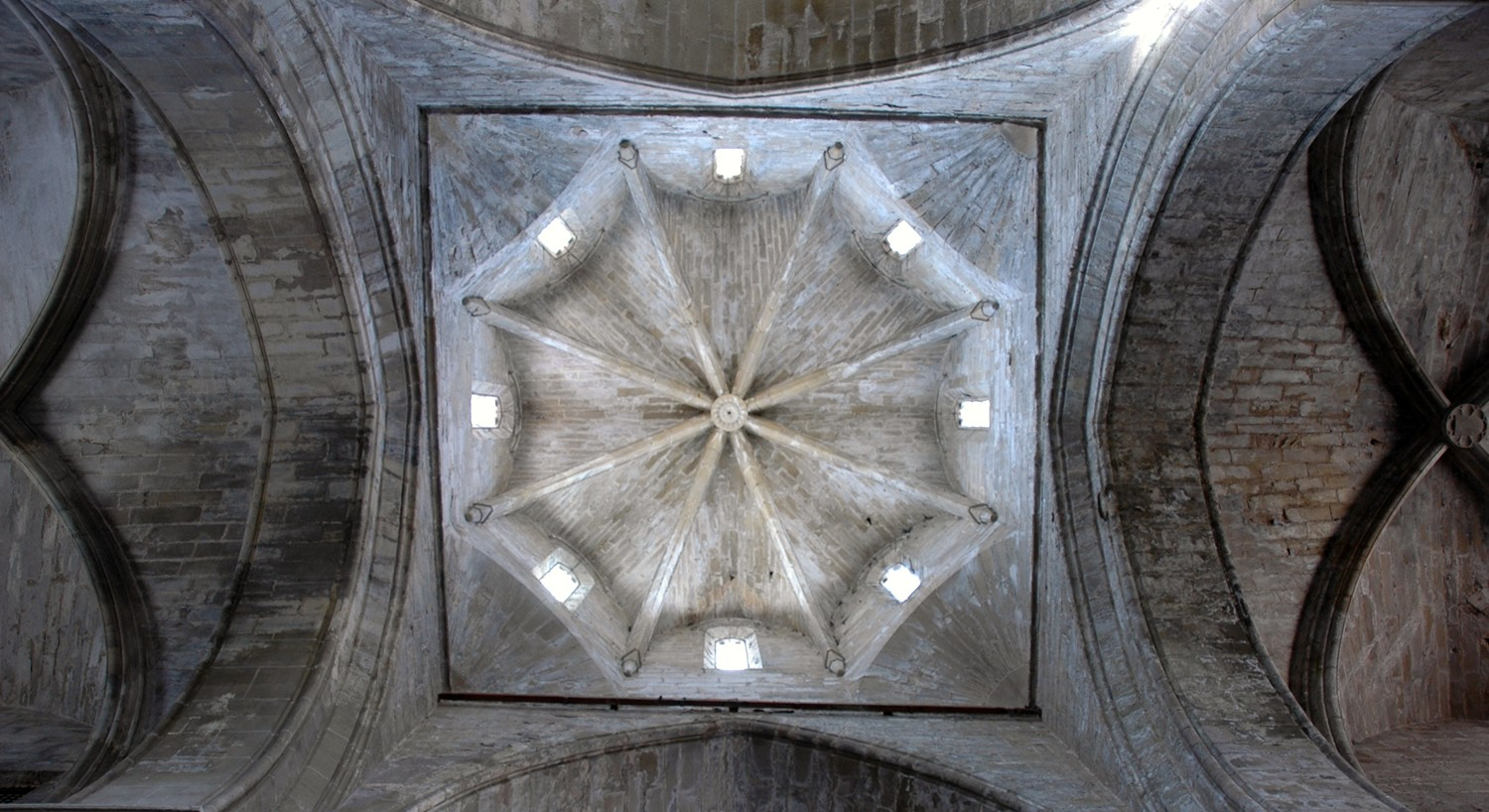
El cimbori octogonal, amb filigranats crestells, que cobreix la intersecció del creuer i la nau.

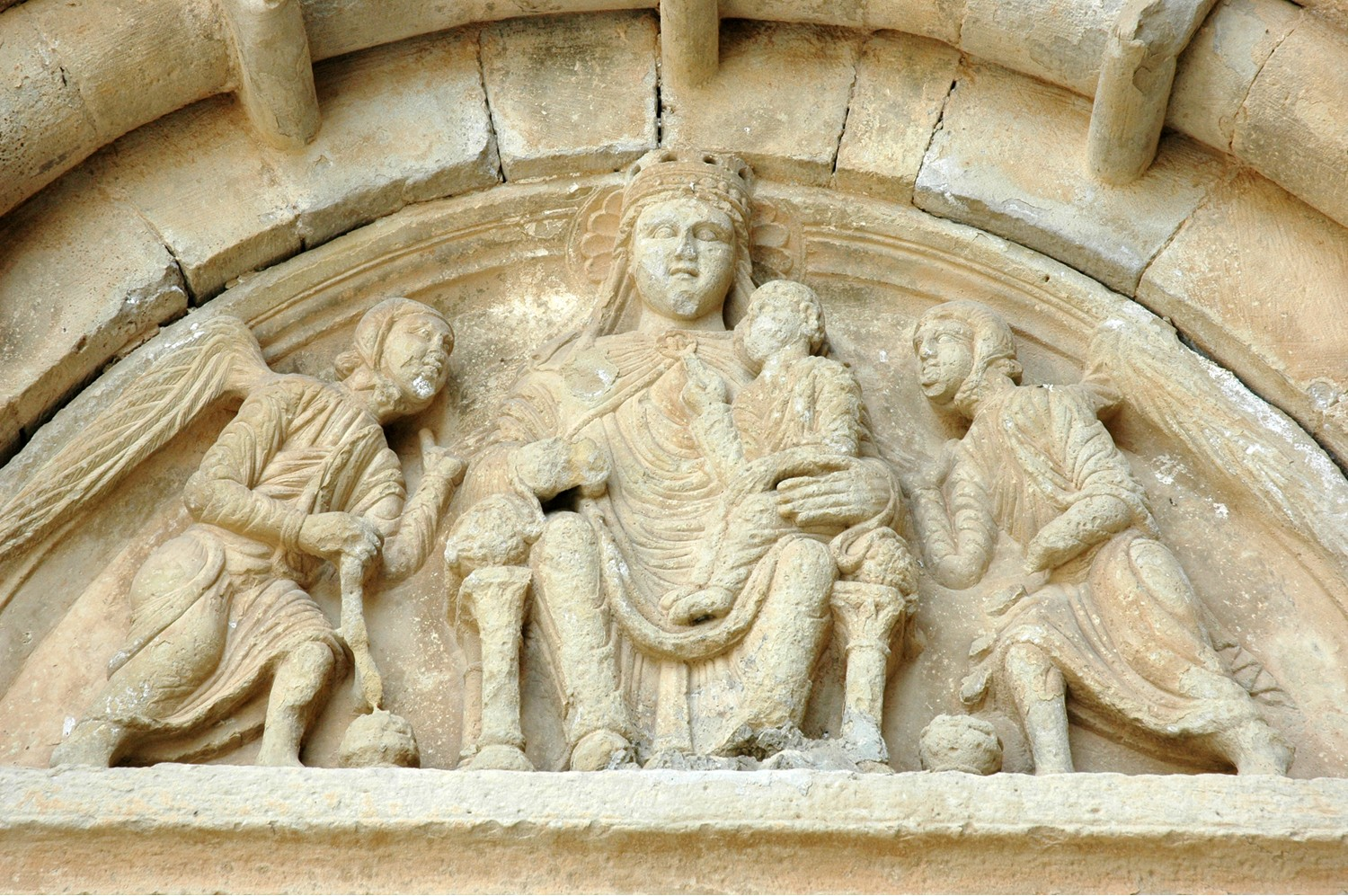
El timpà —amb la figura de la Mare de Déu, entronitzada amb el Nen assegut sobre el genoll esquerre— està flanquejat per dos àngels turiferaris.

El temple acusa el pas del romànic al gòtic, comença al segle xii però no acabà fins al segle xiv. Així, les voltes de la nau són de creueria (gòtic) i les dels absis de mig punt (romànic).
D'una sola nau amb planta de creu llatina. Aquesta fórmula d'una sola nau, en comptes de les tres de Poblet i Santes Creus, no és pas un tret excepcional (com s'ha dit i repetit) sinó la més pròpia dels cenobis cistercencs femenins. La nau té una capçalera acabada en tres absis carrats. El central, més gran que els laterals, té tres obertures romàniques d'arc de mig punt i conté els sepulcres de Violant d'Hongria i de la seva filla Sança, els quals són coberts amb pintures heràldiques i inscripcions del segle xviii. El sepulcre de Violant d'Hongria va ser restaurat a començament del segle xxi per iniciativa dels governs hongarès i català. Al mur de la dreta hi ha la credença formada per dos arcs de mig punt que es recolzen en dues columnes coronades per capitells esculpits amb motius vegetals. A l'exterior és reforçada per contraforts i en el mur que fa de costat de la galeria nord del claustre també hi ha dues finestres romàniques.
En la intersecció del creuer amb la nau s'alça un bellíssim cimbori, obra del segle xiii, octogonal sostingut sobre trompes, cobert per una volta de creueria amb obertures ogivals, per tant de tradició romànica i ja amb solucions gòtiques. Semblant solució es repetí un segle més tard al segon tram de la nau per construir, en aquest cas, un esvelt campanar. Cal remarcar que aixecar un cloquer en aquest indret de la nau constitueix una particularitat originalíssima, que s'emprarà més tard a la seu de Barcelona.
Totes les voltes són típicament cistercenques: els arcs no pugen de terra sinó que carreguen en les mènsules situades a mitjana altura. Aquestes són llises a la nau, però decorades amb motius geomètrics i vegetals propis de l'estètica cistercenca al creuer; són particularment interessants les que aguanten els arcs torals del cimbori, dues de les quals, trencant la norma, representen temes historiats. Aquesta versatilitat estructural i formal pròpia de l'arquitectura de transició del romànic al gòtic dels murs i cobertes també afecta la tipologia de les finestres: a la capçalera alternen finestres de punt rodó i doble esplandit amb finestrals d'arc apuntat i traceries pròpies del gòtic. És molt bella la combinació simètrica que forma, al fons del santuari, un característic «triplet cistercenc» de finestres de punt rodó sobremuntat d'un ample finestral ogival de fina traceria. La nau té finestrals als murs laterals i una rosassa al peu, tots de tipologia ogival.

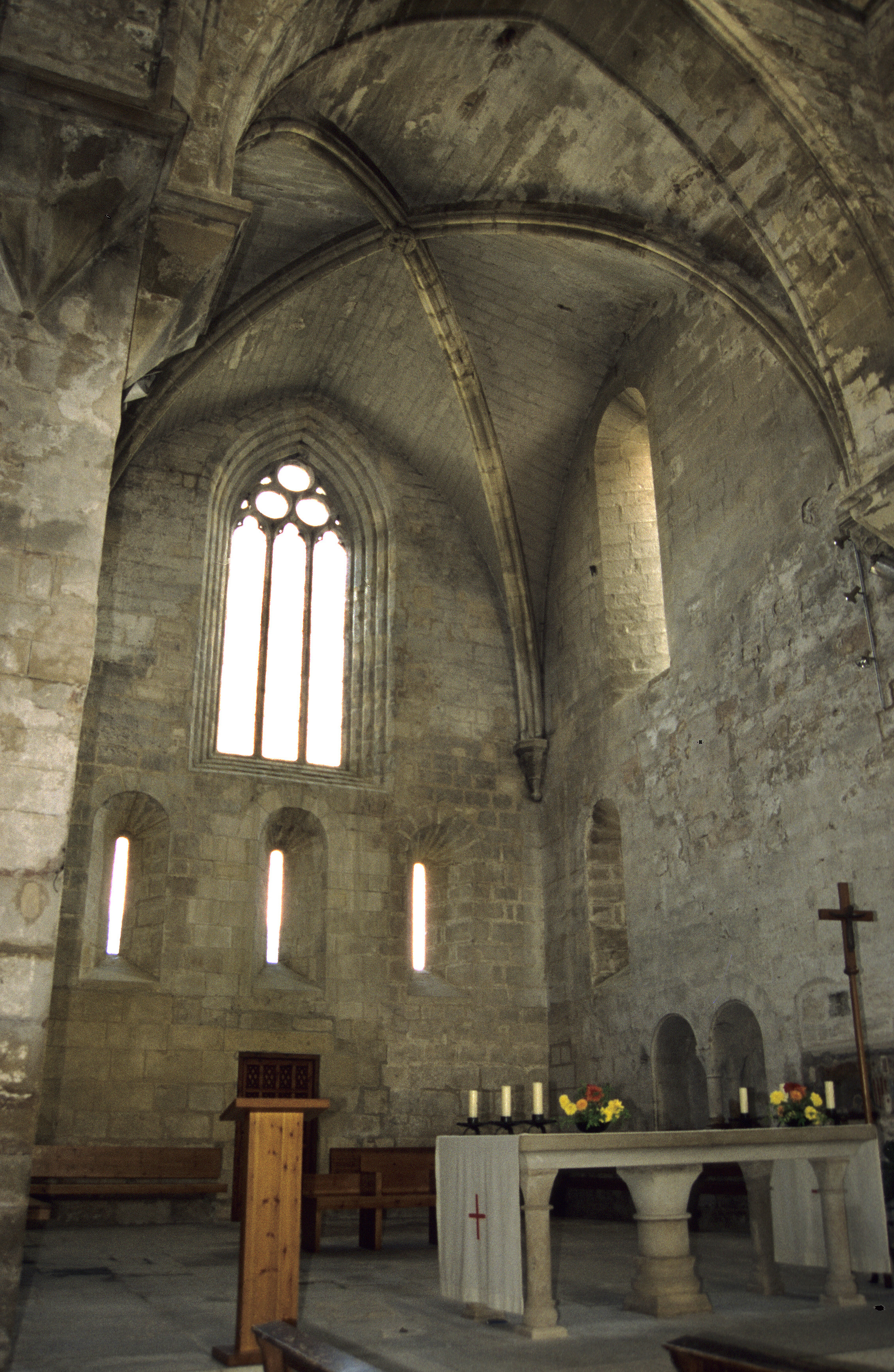
Santa Maria de Vallbona de les Monges, 1997. Presbiteri de l'església conventual, on es pot apreciar el característic «triplet cistercenc» (tres finestres simètriques).

L'església té dues portes, una al segon tram de la nau, sota el campanar, que comunica amb el claustre, i l'altra al braç nord del transsepte, que donava a l'antic cementiri del monestir, avui convertit en plaça del poble. Aquesta portalada, que és un dels elements monumentals importants del monestir, s'obre en un cos avançat, com fan les portes de l'escola de Lleida, formant arc de punt rodó, emmarcat per tres arquivoltes amb les columnetes i els capitells que componen un fris floral. La part més notable del conjunt és un timpà esculturat que ocupa l'arc interior de la portalada, al centre del qual hi ha representada la Mare de Déu amb el Nen al braç, flanquejada per dos àngels turiferaris. La filiació estilística d'aquest relleu, força diferent de la resta d'escultura del monestir, ha estat sempre dificultosa per als estudiosos. Fa uns anys, Español va proposar la possibilitat que fos executat per un escultor de segona fila, deixeble del mestre rossellonès Ramon de Bianya, actiu a la Seu de Lleida en els anys vint del segle xiii.
Exteriorment la nau té contraforts on estreben els arcs torals de la creueria. És remarcable la plàstica exterior del campanar, amb contraforts acabats amb pinacles, i paraments coronats en pinyó i penetrats de grans finestrals. Tota l'església està recorreguda d'una cornisa recolzada en permòdols llisos a la nau però esculpits amb temàtica profana a la capçalera. Aquesta decoració, pròpia del romànic de transició, s'aparta ostensiblement de l'ortodòxia cistercenca.
Al mur exterior de l'església que dona a la plaça del monestir hi ha cinc tombes en forma de sarcòfag, quatre d'elles romàniques, i en dues d'elles s'hi pot llegir el nom i llinatge: Sibil·la de Guimerà i Miquela Sasala.

### Claustre

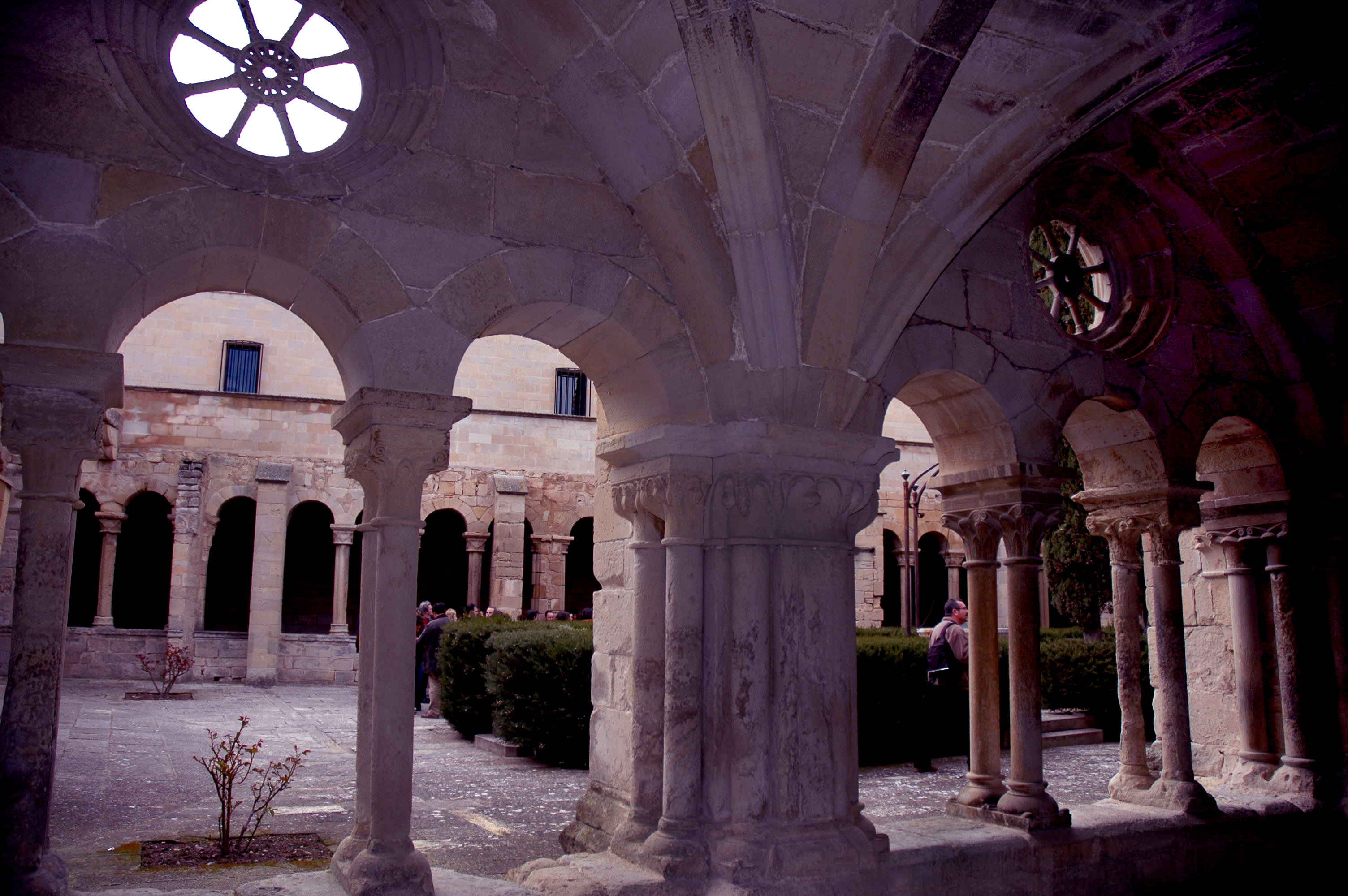
Ala est del claustre on s'aprecien els ulls de bou en forma de rodes (1998).

El claustre de Vallbona no està situat, com seria habitual, en l'aixella que formen la nau i el creuer de l'església, sinó uns metres més avall vers el peu del temple. Aquell lloc està ocupat per la sala capitular. La planta, condicionada per l'orografia del terreny, tampoc no es construí quadrada com hauria estat normal sinó trapezoidal.
Les quatre ales es bastiren en diferents moments; la major part d'estudiosos solen situar-les en segles correlatius a partir del segle xii, per aquest motiu presenten estils i mesures diferents. Sembla que les obres començaren per l'ala sud, en el darrer quart del segle xii, al mateix temps que començaven a construir l'església i, probablement, algun dels edificis més necessaris (dormidors, refetor, calefactor, cuina...) que comunicaven amb el claustre. Aquesta ala està dividida en quatre trams coberts de volta de creueria, els arcs estructurals de la qual descansen en tres pilars del pati, que estan estrebats amb contraforts, i en sengles mènsules que hi ha adossades al mur interior. La galeria la formen tres arquets de mig punt per tram, que descansen en parelles de columnes. Ni els capitells ni les mènsules d'aquest sector presenten decoració escultòrica; hi ha qui opina que quedà per fer.
El costat est és de tipologia semblant a l'ala sud però més reeixit; podria haver estat construït un segle més tard (tot i que hi ha estudiosos com Puig i Cadafalch que creuen que és el més antic). Té cinc trams coberts de creueria un xic més apuntada que la de l'ala sud. En aquesta ala són quatre els pilars amb contraforts que aguanten, al costat del pati, l'estructura gòtica. Els trams també estan tripartits per arquets, però aquí apareixen emmarcats per un arc apuntat de descàrrega que arrenca dels pilars. I un detall interessant: els timpans d'aquests arcs estan perforats per ulls de bou monolítics calats que imiten rodes de vuit radis. La perforació dels timpans dels claustres amb un o més òculs és una tradició cistercenca que es pot trobar més enllà dels Pirineus, des de l'abadia de Fontenay a la Borgonya, fins a l'abadia de Fontfreda a l'Aude. L'interès dels òculs de Vallbona (també n'hi ha al claustre de la catedral de Tarragona) rau en la bellesa i perfecció de la labor mudèjar que presenten. Els capitells i alguns àbacs d'aquesta ala estan decorats amb temàtica vegetal i motius geomètrics entrellaçats. Per aquest costat de claustre s'accedia a l'antic dormidor, on actualment hi ha la farmàcia i la infermeria, i a la sala capitular.
L'ala nord és plenament gòtica; va ser construïda el segle xiv al mateix temps que es construïren les voltes de la nau, com indiquen els escuts de les abadesses Anglesola presents en alguns elements decoratius. Forma quatre trams de creueria molt més alta i esvelta que les anteriors i té dos grans finestrals d'arc apuntat i fina traceria que guaiten al pati.
Finalment l'ala del costat de ponent és altra vegada de tipologia romànica de transició (com les dues primeres). Sembla, però, que fou refeta el segle xv amb elements antics, en temps de les abadesses de Caldes, les quals hi deixaren nombrosos escuts.

### Sala capitular

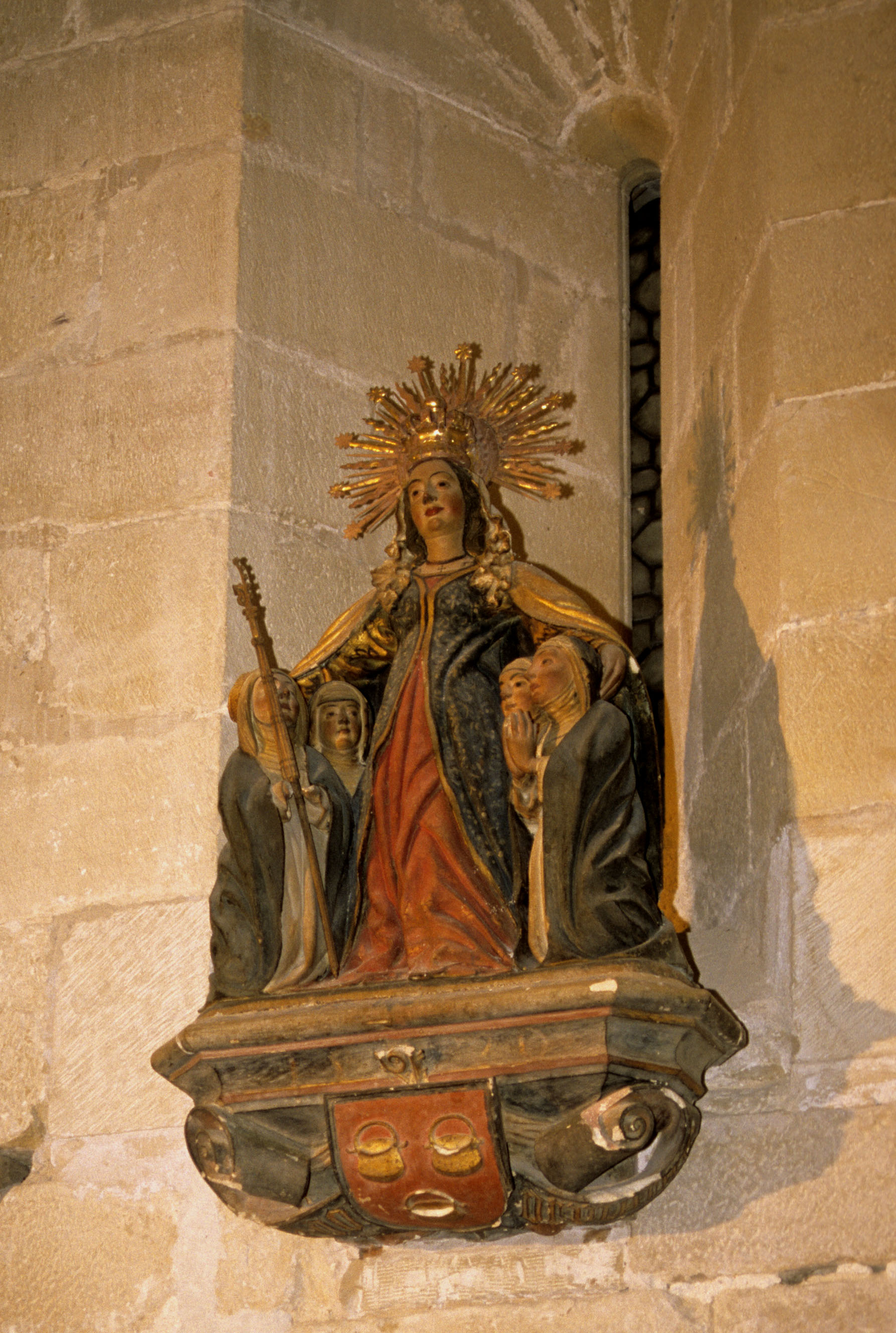
Vallbona de les Monges. Terracota de la Mare de Déu de Misericordia, atribuïda a Pere Joan que presideix l'Aula Capitular (1998).

La sala capitular té planta rectangular i va coberta per dos trams de creueria que descansen en mènsules dels murs. La porta que dona al claustre, esvelta i bipartida, repeteix l'esquema gòtic dels finestrals de l'ala nord del claustre; els escuts que decoren les mènsules que la flanquegen són de les abadesses Anglesola, la qual cosa recorda que fou construïda el segle xiv durant l'abadiat d'algun membre d'aquella família. El segle xv les abadesses de Caldes, a més de pavimentar i decorar la sala, hi col·locaren la Mare de Déu de la Misericòrdia que la presideix, una terracota policromada atribuïda a Pere Joan, l'escultor del meravellós retaule de Santa Tecla de la catedral de Tarragona. En aquesta dependència, com d'habitud, foren enterrades les primeres abadesses del monestir, les làpides de les quals estan sobre el paviment.

### Dormidors
Els dormidors de Vallbona ocupen un edifici llarg adossat al capítol i a l'ala est del claustre, on hi ha la porta d'accés. És una de les peces menys conegudes del monestir, car l'antiga construcció apareix avui molt alterada per desafortunades intervencions del segle passat que en dificulten la comprensió i l'estudi. Sortosament, l'aixecament de plànols, dut a terme, fa pocs anys, pels serveis tècnics de la Generalitat per començar obres de restauració, ha fet possible realitzar una primera aproximació als dormidors de Vallbona dins del context de les primeres estructures medievals d'arcs diafragmats.
Aquest llarg edifici està format per dues naus seguides: una curta que és l'actual farmàcia i infermeria, i una altra més llarga, que és el dormidor pròpiament dit. Una i altra eren estructures d'arcs diafragma cobertes de cabirons; actualment hom pot anar només descobrint els arcs i part dels sostres embigats en mig d'envans i forjats moderns.
La primera nau té quatre arcs apuntats que arrenquen directament del sòl, que està situat per sota del nivell del claustre. Per la tipologia dels arcs i pel fet que la volta de creueria de l'ala est del claustre carrega ostensiblement damunt les dovelles de la seva porta d'accés, es pot pensar que és un dels edificis antics del monestir, construït a finals del segle xii o a començaments del xiii.
La segona nau fou bastida més tard a un nivell bastant més alt que la primera. Era més llarga i esvelta, amb arcs apuntats carregant sobre semicolumnes i capitells troncopiramidals llisos. La desafortunada intervenció del segle xix va dividir la nau en dos pisos, de manera que al pis de sota hom pot veure les semicolumnes amb capitells i al superior els arcs. L'esveltesa gòtica de l'estructura dels arcs diafragmats d'aquesta nau apunta a un cronologia avançada del segle xiii o xiv. J. J. Piquer considera que aquest dormidor fou obrat el segle xv per l'abadessa Blanca de Caldes pel fet que a la dovella més alta dels arcs diafragma hi ha el seu escut. Tanmateix hom troba escuts de l'abadessa de Caldes per tot el monestir.

## Galeria d'imatges

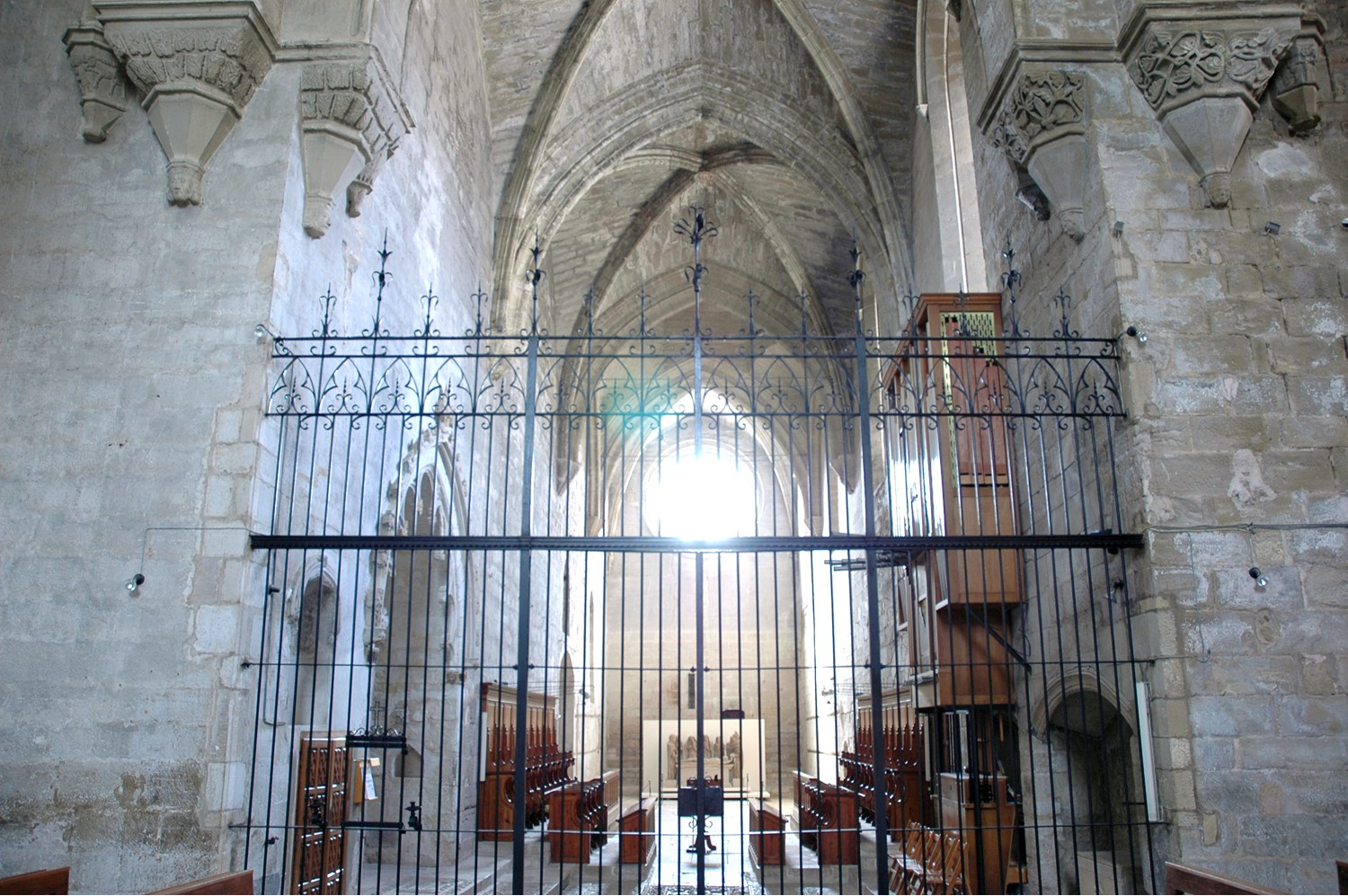
Interior de la nau, exemple de transició de l'estil romànic i gòtic
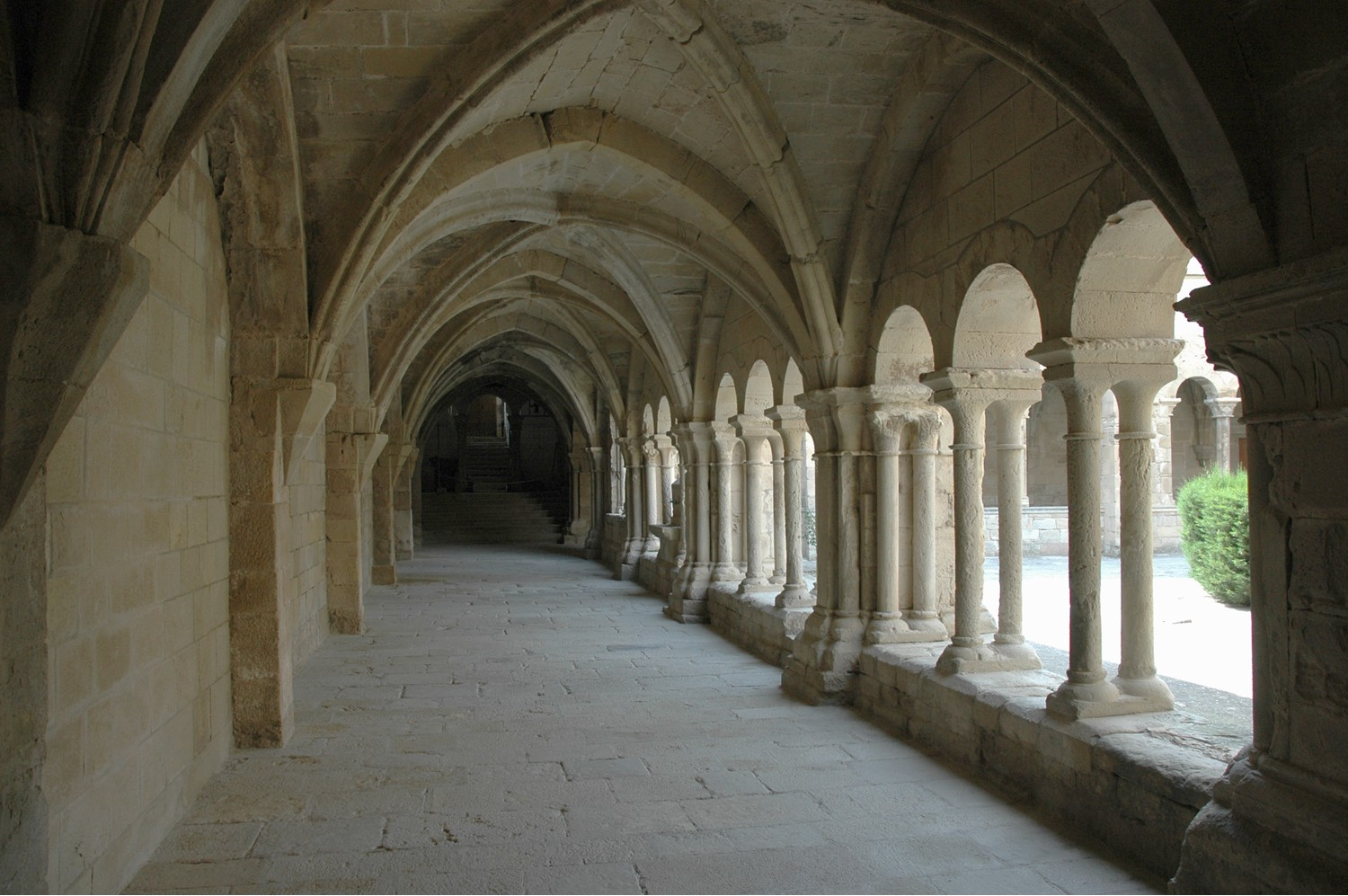
Ala de ponent del claustre
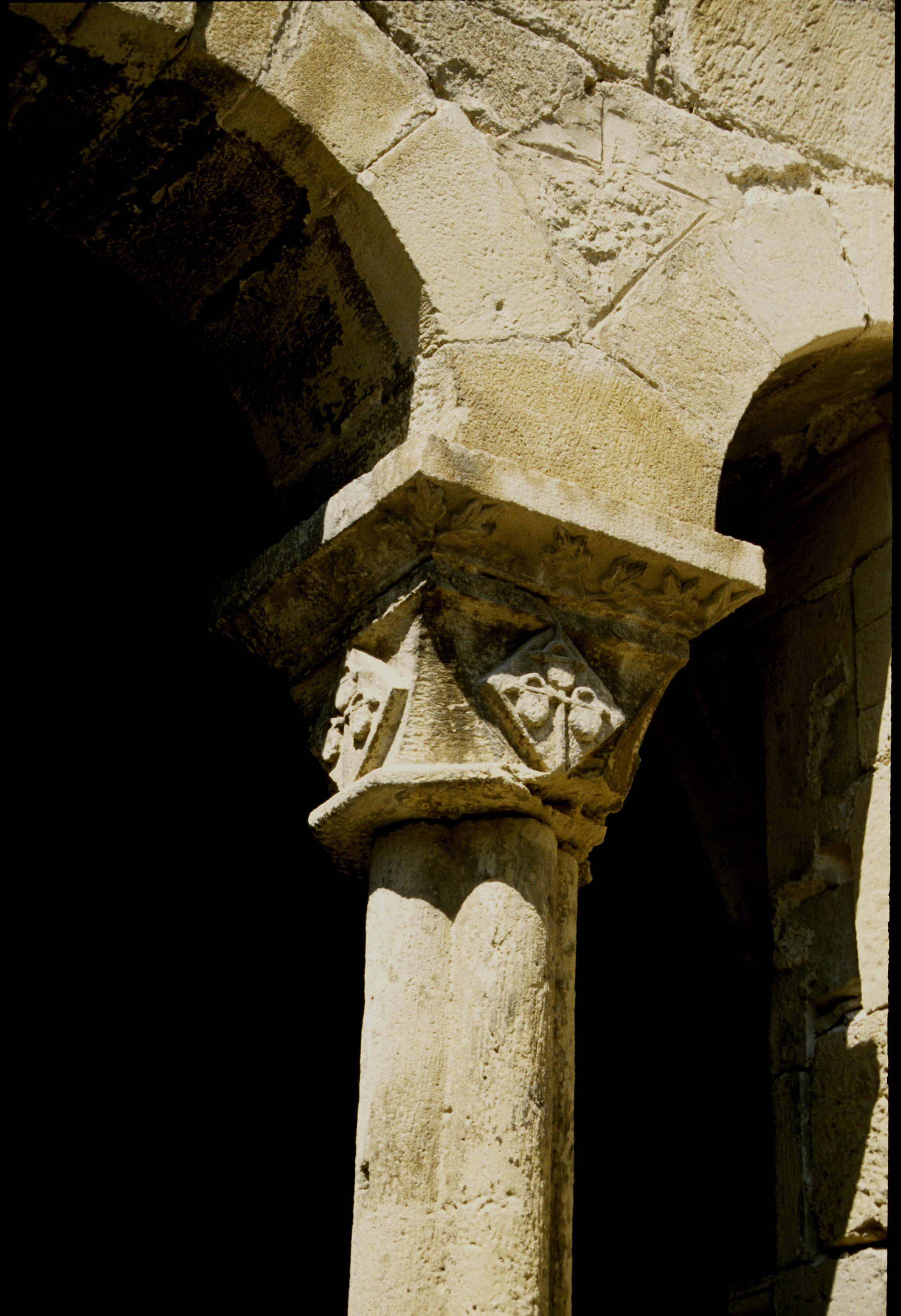
Vallbona de les Monges. Capitell del costat de ponent del claustre amb heràldica de les abadesses de Caldes (1998)
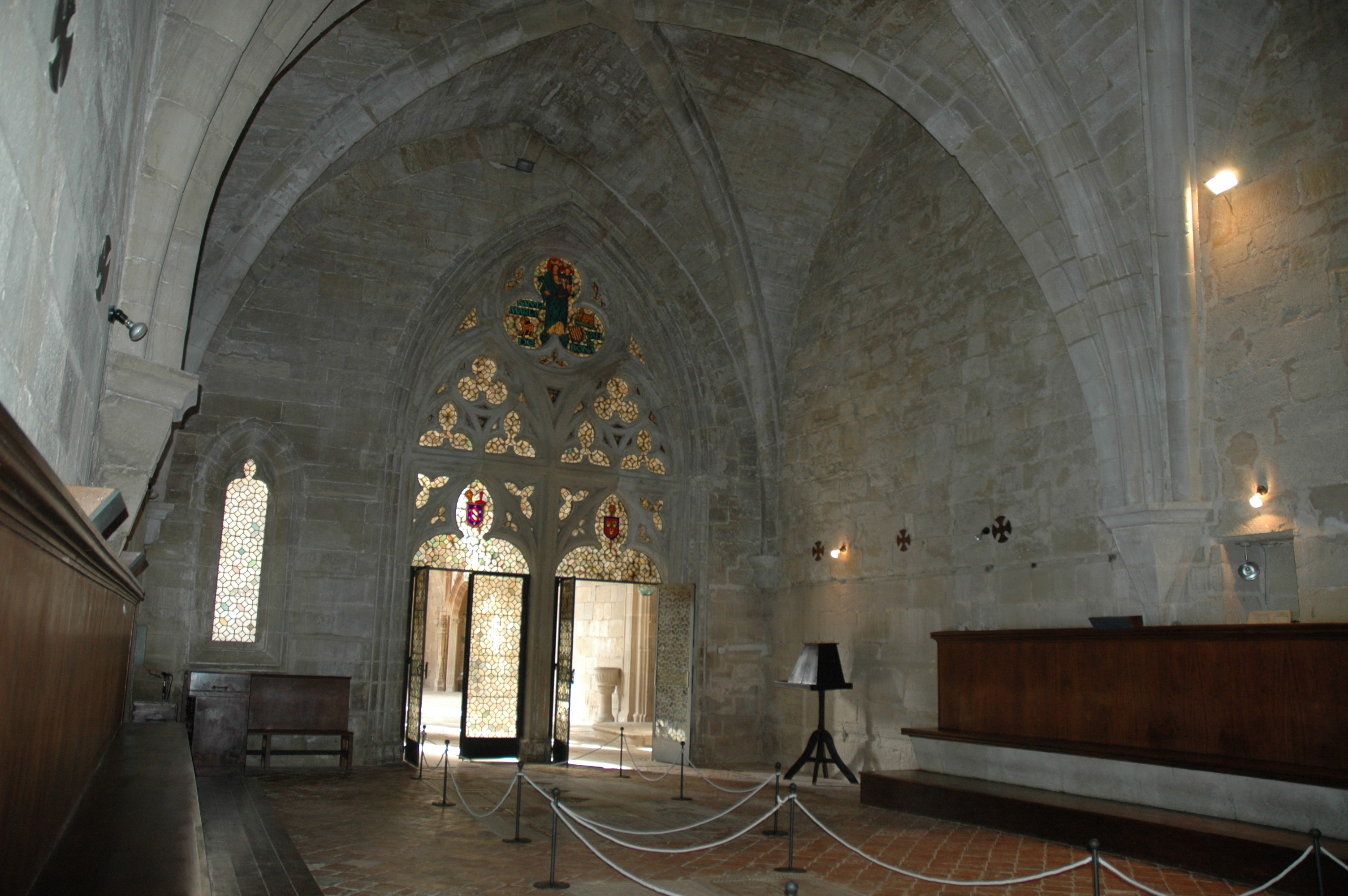
Sala Capitular de Vallbona de les Monges (2007)
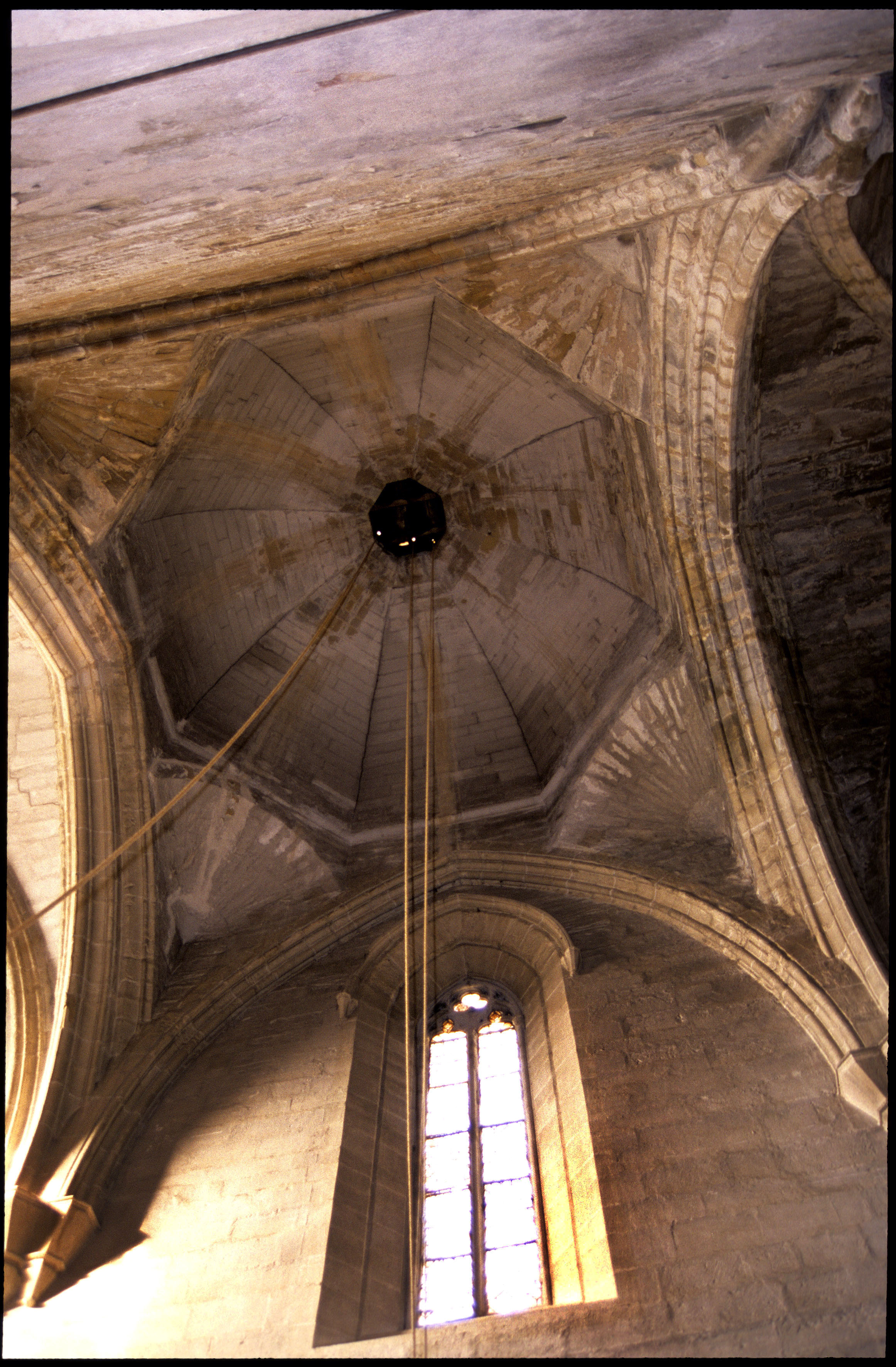
Vallbona de les Monges, el campanar vist des de l'interior de la nau (1998)
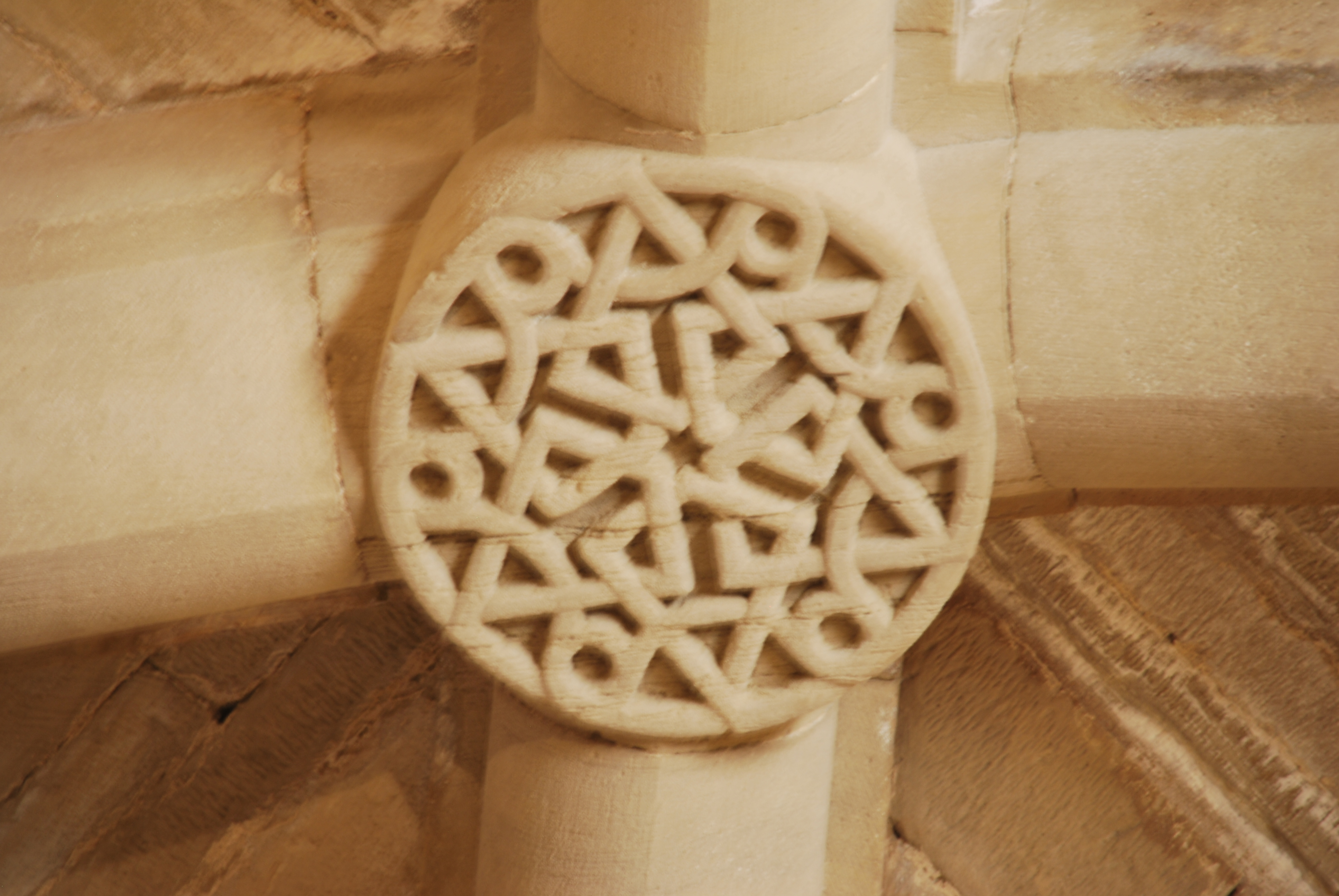
Detall del monestir
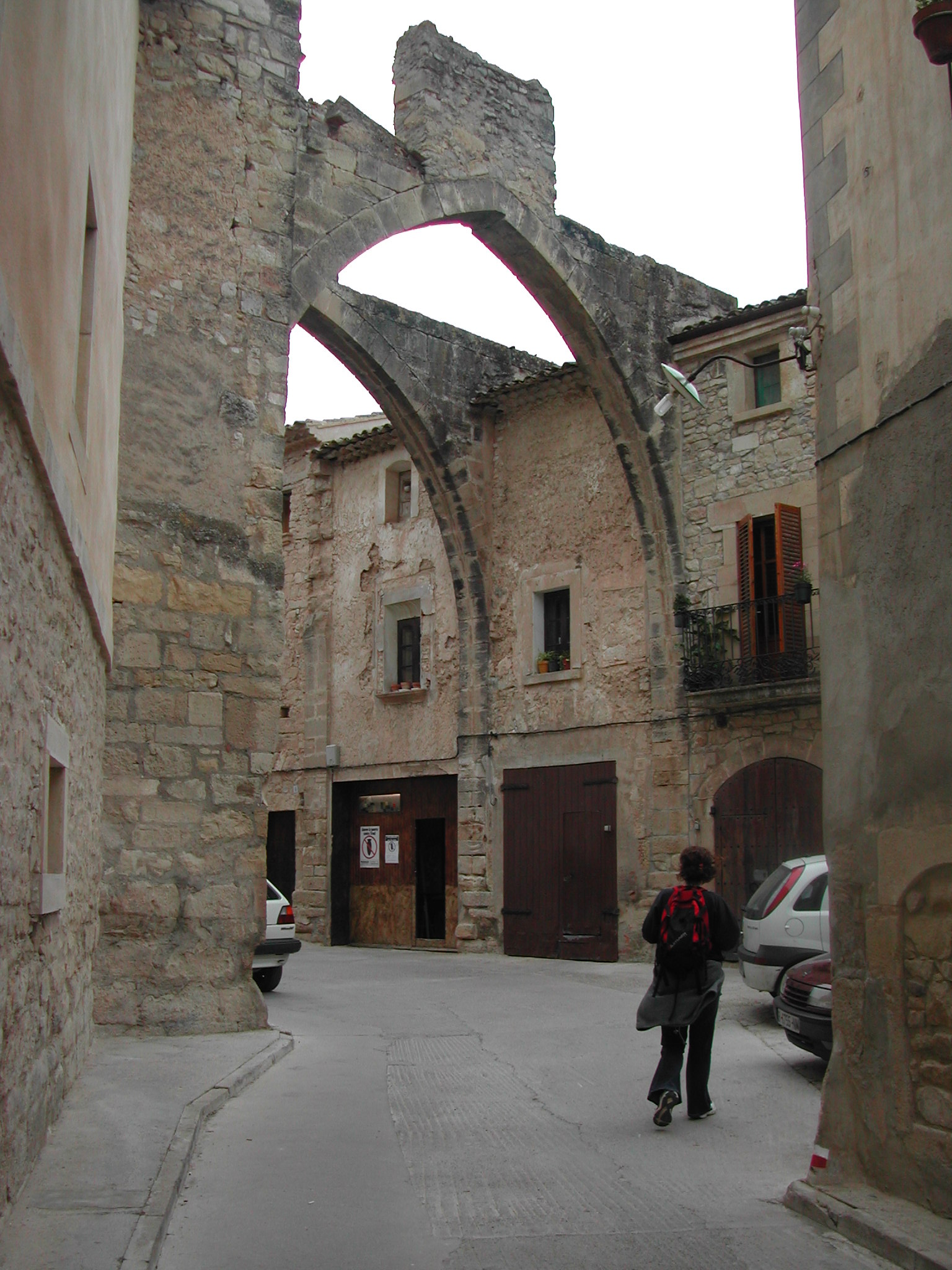
Restes al mig del poble
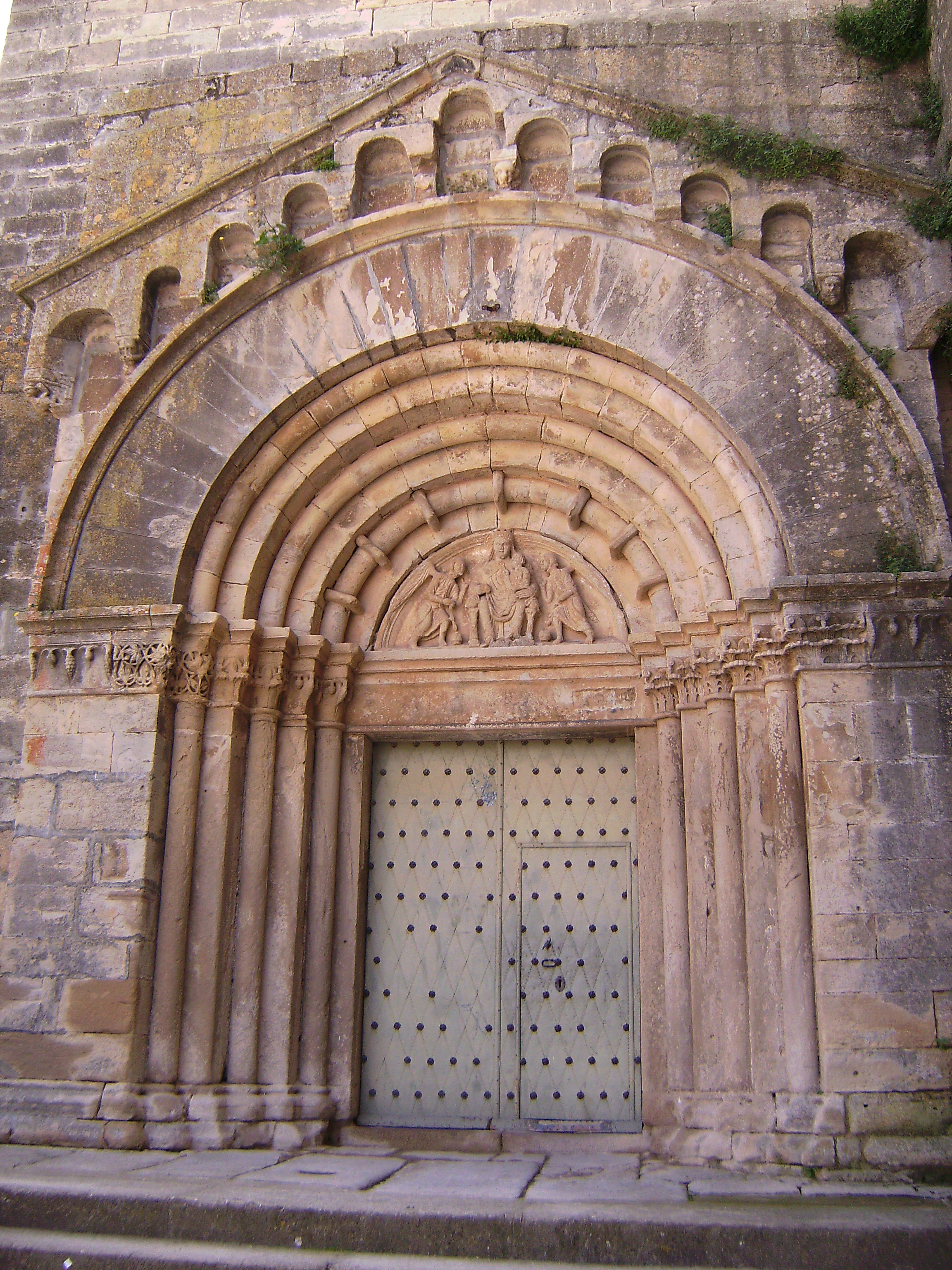
Portada
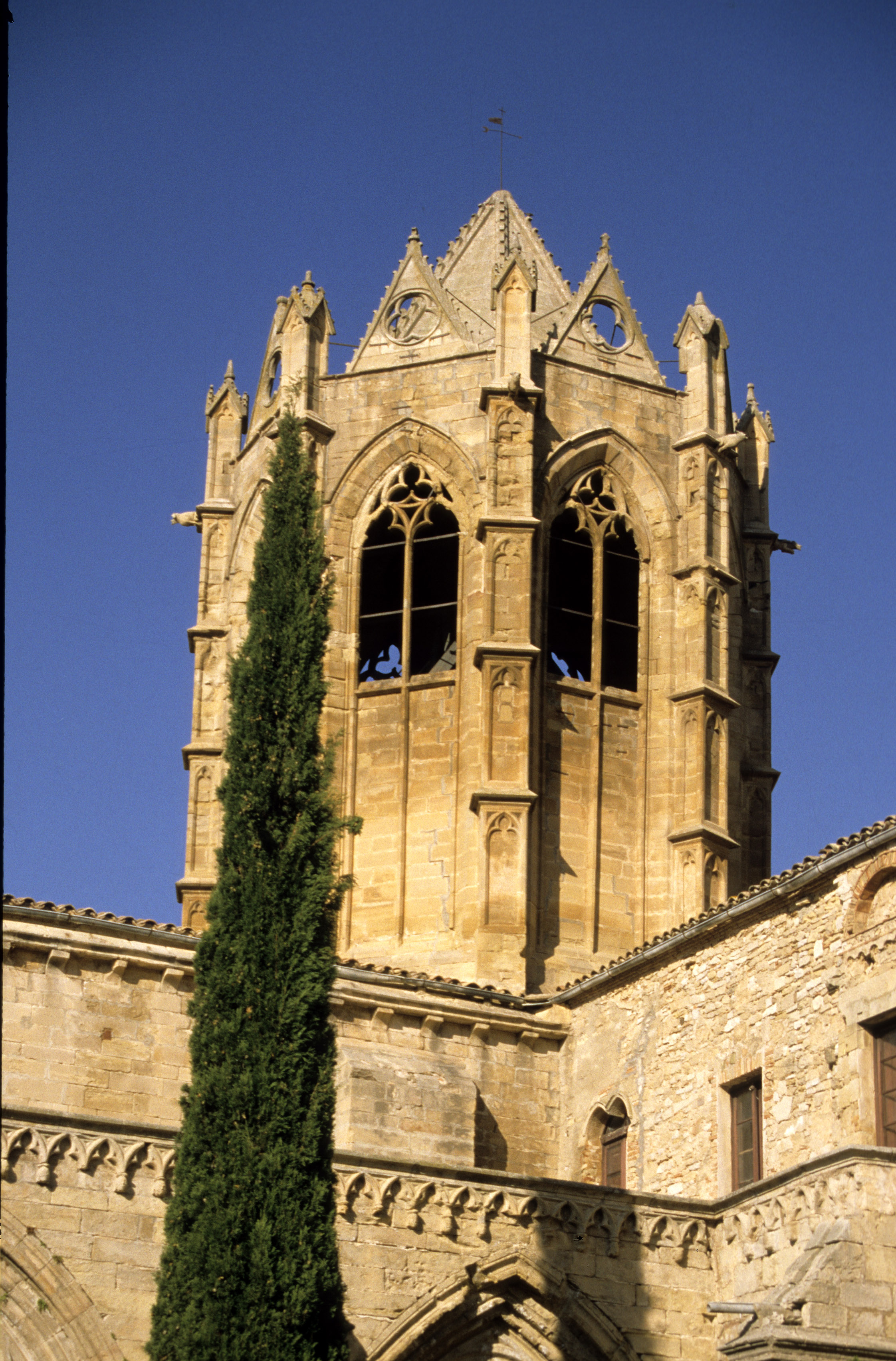
Vallbona de les Monges, el campanar vist des de l'exterior (1998)